# Skintrade
Gli Skintrade sono un gruppo musicale svedese formatosi nel 1992.

## Storia
La prima line-up della band fu formata dall'ex cantante dei Bam Bam Boys Matti Alfonzetti che, dopo aver registrato una demo con i Talisman, insieme a Stefan Bergström (chitarra) diede vita agli Skintrade nel 1992 ingaggiando un chitarrista di origini cilene, George Bravo e il batterista Jonas Östman.
La band esordì con One By One, che fu registrata in due versioni - in inglese e in spagnolo - pubblicate sullo stesso singolo. Furono in tournée ospiti nei più grandi festival di musica metal europei tra gli anni 1993 e 1995. Nel 1995 la canzone Fear del singolo Flies divenne colonna sonora dello spot ufficiale dei jeans Diesel; nello stesso anno entrò a far parte del gruppo il batterista Andi Chase. Dopo un concerto con i "Therapy?", Alfonzetti e Bergström decisero di abbandonare il gruppo. Giunse il vocalist Francis "Bravo" Rencoret ma ormai la band era in declino, alla fine del 1995 gli Skintrade si sciolsero.
Dopo un lungo periodo di inattività Alfonzetti riemerse nel 2000 annunciandosi come solista per un album, Ready, del quale Bergström e Östman sarebbero stati ospiti speciali. Nel febbraio del 2006 il successo della rock band The Poodles, che vinse con il brano Night of Passion uno dei quattro gironi al concorso svedese di qualificazione per l'Eurovision Song Contest, gli procurò una certa notorietà.. Ritornano a suonare nel maggio 2011 a grande richiesta dei fan della band e lavorano ad un album "Best-of" (Past and Present) con un vecchio produttore. Il 2012 esce il nuovo singolo Falling To Pieces. Nel 2014 tornano con un nuovo album, Refueled; la line-up attuale è costituita dai due fondatori originali (Alfonzetti e Bergström), dal bassista Håkan Calmroth e dal batterista Håkan Persson.

## Formazione

### Formazione attuale
- Matti Alfonzetti – voce, chitarra
- Stefan Bergström – chitarra, cori
- Håkan Calmroth – basso
- Håkan Persson – batteria, cori

### Ex componenti
- George Bravo - chitarra
- Jonas Östman - basso
- Andi Chase - batteria
- Francis "Bravo" Rencoret - voce

## Discografia

### Album in studio
- 1993 – Skintrade
- 1995 – Roach Powder
- 2014 – Refueled

### Raccolte
- 2012 – Past and Present

### Singoli
- 1993 – Sick As a Dog
- 1995 – Snap Goes Your Mind
- 1995 – Flies
- 2012 – Falling to Pieces
- 2012 – Soul Sister